# Ловчие птицы

Ловчие птицы

Ловчие птицы — хищные птицы (беркут, соколы, ястребы), используемые для спортивной и промысловой охоты на зверя и птицу.
Разделяются охотниками на благородных и неблагородных. Между благородными различаются: птицы высокого полёта (haut-vol) и птицы низкого полёта (bas-vol). К птицам высокого полёта относятся сокол и кречет, отличающиеся свойством «бить сверху», то есть низвергаться на добычу, схватывая её в момент удара или же только поражая её острыми и твёрдыми полусжатыми когтями. К птицам низкого полёта относятся ястреб, который ловит добычу «в угон», догоняя её и схватывая когтями (сзади, сверху, снизу или сбоку); вследствие этого ястреб может ловить даже на земле и в кустах (почему они употребляются для охоты на кроликов); сокол же и кречет требуют полного простора и открытой местности, отказываясь даже ловить в кустах. Орлы, коршуны, сарычи, осоеды, совы и другие хищные птицы считаются неблагородными, хотя в Китае и признавались лучшими ловчими птицами.
Ловчие птицы, добытые из гнезда птенцами и выращенные дома, называются гнездарями, слетевшие уже с гнезда и пойманные осенью или весной — слётками, а перелинявшие на воле до их поимки — дикомытами.

## История
Охота с ловчими птицами известна с древнейших времён, колыбелью её считается Центральная Азия; отсюда через Персию охота эта перешла на Балканский полуостров, где во времена Александра Македонского фракийцы уже употребляли для охоты прирученных хищных птиц. От фракийцев охота с ловчими птицами проникла на крайний Запад — к кельтам, повсеместное же распространение её начинается лишь с эпохи великого переселения народов (IV и V в.); усилившись со времени крестовых походов, охота эта достигла высшей степени совершенства в XIV столетии, после чего стала падать.

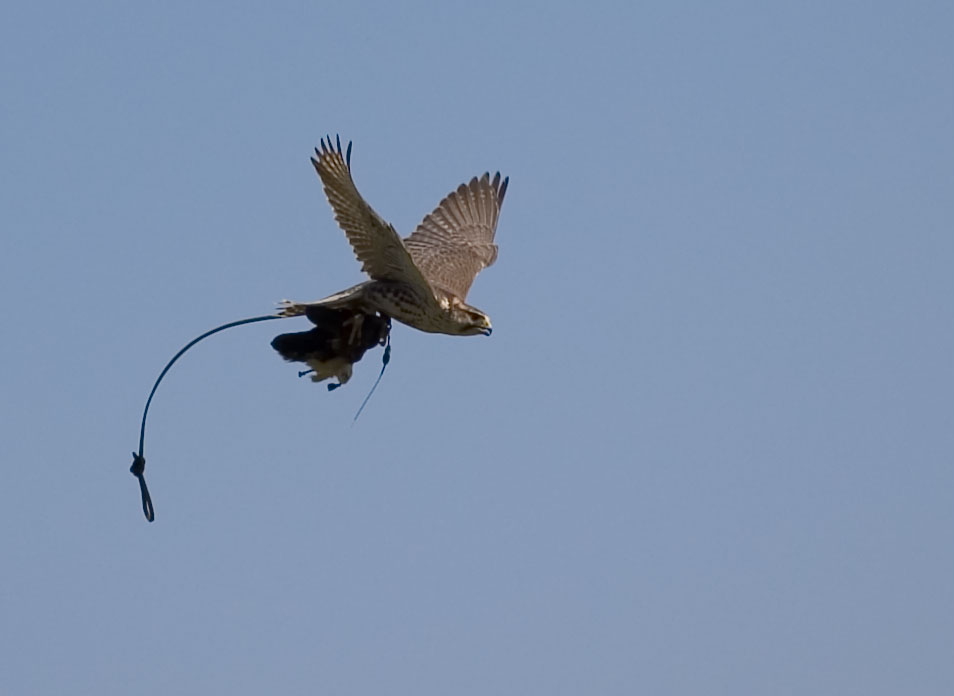
Ловчие птицы

К концу XIX века в западной Европе она сохранялась в Англии, Голландии, Франции и, отчасти, Германии.
В России охота с «ясными соколами», так часто упоминаемыми в былинах, сделалась известною также издавна и в продолжение многих веков была любимою потехою князей, бояр и государей. К XIV веку относится учреждение особых слуг великокняжеских — сокольников, промышлявших ловчих птиц в Заволочье, на Печоре, Урале, Перми, в Сибири, а всего более по берегам Белого моря, особенно по Мурманскому, Зимнему и Терскому, и на Новой Земле.
В 1550 году в ряду придворных чинов явились новые звания: сокольничего и ловчего, а затем был утвержден и сокольничий приказ. Временем процветания в России охоты с ловчими птицами было царствование Алексея Михайловича, составившего знаменитый Урядник сокольничьего пути. В его эпоху ловлею птиц занимались «помытчики», которые избирались из людей всех сословий и в вознаграждение за свои труды освобождались от других повинностей; для присмотра за помытчиками назначались «дети боярские добрые, которым кречатья ловля за обычай». Изловленные птицы отправлялись в Москву с самими помытчиками, которым давались строжайшие наказы о сбережении птиц. Со смерти царя Алексея Михайловича охота с ловчими птицами стала угасать и в последний раз официально производилась при дворе в 1856 году.
В соответствии с указом 1731 годом помытчики как особая категория удельных крестьян были обязаны ежегодно доставлять в Москву по 20 кречетов и 30 соколов. Помытчикам платили жалование из таможенных и кабацких доходов. Сокольи помытчики были в Переяславль-Залесском, Ростове, в Суздальском, Белозёрском и Вологодском уездах; кречетьи — в Казанской и Пермской губерниях и в Сибири. В 1752 году в Чебоксарскую воеводскую канцелярию пришел указ из обер-егермейстерской канцелярии, где говорилось, что в Чебоксарах числится 41 птичий помытчик, но «видно, что те помытчики более употребляют себя в промыслы к пользе своей, а в помыкани и приносе ко птичей ея императорского величества охоте птиц радения не имеют». Выяснилось, что из 41 помытчика малолетних — восемь, престарелых — два, умерло — девять. Оставшиеся 22 помытчика старались, «но птиц в улове было мало». Тем не менее, Чебоксарская воеводская канцелярия приказала «учинить всем, а паче старосте наказание кнутом». В 1746 году всего кречетьих и сокольих помытчиков было 868 человек. В 1800 году их (кроме 102 душ мужского пола Казанской губернии) перевели в разряд государственных крестьян. В 1827 году помытчиков Казанской губернии перевели в разряд горожан (купечество, мещанство) и государственных крестьян.
В 1880-х годах по инициативе К. П. Галлера в Петербурге образовалось «общество соколиных охотников». В начале XX века охота с птицами сохранилась в Российской империи преимущественно у степных народов, у которых она пользовалась большим почётом. В советское время охота с ловчими птицами сохранялась в Абхазии и Аджарии (охота с перепелятником на перепёлок), в Киргизии и Казахстане (с беркутом — на лис, зайцев и волков; с тетеревятником — на уток, гусей, фазанов и зайцев) и в Туркмении (с балобаном — на уток, дроф, зайцев).
В СССР по мере распространения огнестрельного оружия охота с ловчими птицами все больше утрачивала промысловое значение, но даже в 1960е-1970е годы охотиться с беркутами продолжали в Киргизии.
По меньшей мере до начала 1990-х годов охота с ловчими птицами сохранялась в Чехословакии (при этом помимо владельцев ястребов-перепелятников и беркутов в стране был зарегистрирован владелец обученной охотиться полярной совы).

## Содержание
Кроме вынимания птенцов из гнезд, ловчих птиц добывают кутнями, туром, колпачною сетью, схватнями или понцами, причём на приманку («на вспарку») привязывается голубь или мелкая пташка, а также филин, к которому из ненависти слетаются днём всякие птицы. Кормят (мясом и свежеубитой птицей) птенцов 4-5 раз в день, слётков — 2 раза, а старых птиц 1 или 2 раза. Особенного попечения ловчие птицы требуют весною, во время «мыти», то есть линьки. Помещение для ловчих птиц должно быть просторное, светлое, тёплое и безусловно чистое. Необходимо предоставить им возможность движения. Каждую ловчую птицу сажают на отдельный «стул» — полуаршинный обрубок, сверху обитый войлоком или сукном; к ввинченному в стуле кольцу привязывается «должик» — аршинный ремешок, прикрепляемый к надетым на ноги птицы «опутенкам» — замшевым кольцам.